# Hiến chương xã hội châu Âu

Các nước thành viên của Hiến chương năm 1961 màu xanh lá cây; các nước thành viên của Hiến chương sửa đổi màu xanh lá cây đậm; các nước không thành viên của Ủy hội châu Âu màu xám

Hiến chương xã hội châu Âu là một hiệp ước của Ủy hội châu Âu được chấp thuận năm 1961 và được sửa đổi năm 1996. Hiến chương sửa đổi có hiệu lực từ năm 1999 và thay thế dần dần Hiến chương năm 1961. Hiến chương đặt ra nhân quyền cùng các quyền tự do và thiết lập một cơ chế giám sát để đảm bảo sự tôn trọng Hiến chương của các bên ký kết.
Hiến chương bảo đảm các quyền và tự do liên quan tới tất cả các cá nhân trong cuộc sống hàng ngày của họ.
Các quyền cơ bản được quy định trong Hiến chương như sau: nhà ở, y tế, giáo dục, việc làm, bảo vệ luật pháp và xã hội, tự do di chuyển của mọi người và không phân biệt đối xử.
Các bên quốc gia ký kết Hiến chương phải nộp các báo cáo hàng năm về một phần của các quy định của Hiến chương (có thể là Hiến chương 1961 hoặc Hiến chương sửa đổi năm 1996), cho thấy cách thức họ thực hiện các quy định này trong pháp luật và trong thực tế. Ủy ban châu Âu về quyền xã hội là cơ quan chịu trách nhiệm giám sát việc tuân thủ của các bên ký kết Hiến chương.
Ủy ban châu Âu về quyền xã hội gồm 15 ủy viên độc lập, không thiên vị do Ủy ban bộ trưởng bầu ra cho một thời hạn 6 năm và có thể được tái cử một lần.
Theo Nghị định thư bổ sung năm 1995 đưa ra một hệ thống các khiếu nại tập thể có hiệu lực vào năm 1998. Các khiếu nại về các vụ vi phạm Hiến chương có thể nộp cho Ủy ban châu Âu về quyền xã hội.
Một số tổ chức có quyền nộp các khiếu nại cho Ủy ban châu Âu về quyền xã hội (một danh sách đặc biệt của các tổ chức phi chính phủ đã được lập ra, gồm các tổ chức phi chính phủ được hưởng cương vị tham gia với Ủy hội châu Âu). Ủy ban sẽ xem xét khiếu nại và - nếu các đòi hỏi chính thức đã được đáp ứng - thì sẽ tuyên bố chấp nhận (khiếu nại đó.